# Ruperto Fernández
Ruperto Fernández, fue un abogado y político argentino. Ocupó altos puestos administrativos en la República de Bolivia en el siglo XIX.
Fue ministro de Gobierno en la gestión de José María Linares. Tras el golpe de Estado que puso fin a ese gobierno fue parte de la Junta Gubernativa de 1861 que presidió al país entre el 14 de enero al 4 de mayo de 1861, conjuntamente con los militares José María Achá y Manuel Antonio Sánchez.
En el Manifiesto de la Junta Gubernativa de 1861 a la Nación justificaron su proceder, calificado de "restaurador del orden legal" y "revolución regeneradora", con argumentos relativos a que la dictadura nacida de la revolución septembrista de 1858 no avanzaba en el desarrollo de sus principios y retardaba el proceso de democratización en el país.
Quiso ser electo presidente de Bolivia por la Asamblea Constituyente instalada el 1 de mayo de 1861 en la antigua capilla del Loreto, pero a causa de su nacionalidad, no pudo hacerlo, perdiendo ante José María Achá quien obtuvo 820 votos contra 16.
En 1871 fue designado por el presidente Agustín Morales como Delegado Fiscal en el departamento del Litoral. Luego, en 1872, fue designado Prefecto de este departamento.